# Minona alba
Minona alba är en plattmaskart som först beskrevs av Levinsen 1879.  Minona alba ingår i släktet Minona och familjen Monocelididae. Inga underarter finns listade i Catalogue of Life.